# Mike Leigh
Pour les articles homonymes, voir Leigh.
Mike Leigh [mɑik liː], né le 20 février 1943 à Brocket Hall (Hatfield) dans le Hertfordshire au Royaume-Uni, est un metteur en scène, réalisateur et scénariste britannique.
Il est lauréat de la Palme d'or pour son film Secrets et Mensonges en 1996.

## Biographie
Mike Leigh intègre, en 1960, la Royal Academy of Dramatic Art, qu'il quitte deux ans plus tard pour divergence de points de vue. Il étudie ensuite le dessin et le cinéma à la London International Film School. S'il cherche à travailler avant tout au cinéma, il devient auteur et metteur en scène de théâtre et collabore avec plusieurs troupes expérimentales et la Royal Shakespeare Company. Il monte sa première pièce, The Box Play, en 1965. Il réalise son premier film en 1971 en adaptant sa pièce Bleak Moments : le film obtient le Léopard d'or du Festival de Locarno et le Grand Prix du meilleur film à Chicago mais est boudé par le public. Malgré cet échec relatif, cette première réalisation lui vaut d'être reconnu comme le représentant du nouveau cinéma d'auteur britannique à l'instar de Ken Loach. À travers ce portrait d'une secrétaire vivant avec sa sœur handicapée et incapable de communiquer, Leigh construit une mise en scène précise et minimaliste : silences gênés, conversations anodines et actes manqués invitent le spectateur à faire l'expérience de la durée.
Il revient ensuite au théâtre, créant deux pièces en 1973 The Jaws of Death et Wholesome Glory, avec Alison Steadman qu'il épouse la même année. Il tourne en parallèle de nombreux téléfilms, contraint de délaisser le cinéma parce que son indépendance d'esprit, sa méthode de travail et la noirceur de ses scripts effraient les producteurs. Il effectue son retour au grand écran en 1988 avec High Hopes, initialement produit par la télévision. Le réalisateur obtient sa première reconnaissance publique en 1993 avec Naked, peinture sombre et désabusée d'un antihéros, qui se voit attribuer les Prix de la mise en scène et d'interprétation masculine (pour David Thewlis) au Festival de Cannes,. Suit Secrets et Mensonges (1996) qui narre les retrouvailles d'une jeune femme noire de bonne famille, abandonnée à la naissance par sa mère biologique, une ouvrière blanche d'un quartier populaire. Le film gagne la Palme d'or à Cannes et vaut à Brenda Blethyn le Prix d'interprétation féminine,. En 2004, c'est à Venise que le cinéaste connaît la consécration en remportant le Lion d'or pour Vera Drake, qui évoque la vie d'une faiseuse d'ange londonienne des années 1950, interprétée par Imelda Staunton récompensée par la Coupe Volpi de la meilleure actrice. Jim Broadbent, l'un des acteurs fétiches de Leigh, avait d'ailleurs déjà obtenu le Prix d'interprétation à Venise pour son rôle de librettiste d'opéra du Londres victorien dans Topsy-Turvy. En 2008, la comédie Be Happy, qui met en scène une institutrice aussi heureuse qu'elle est imprévisible, vaut à Sally Hawkins l'Ours d'argent de la meilleure comédienne au 58e Festival de Berlin. Après quelques années d'absence à Cannes, à la suite d'un contentieux avec la direction qui avait refusé de sélectionner Vera Drake, le cinéaste revient sur la Croisette, en 2010, présenter Another Year, peinture mélancolique, en quatre saisons, de quelques Britanniques d'âge mûr, issus de la middle class. Il participe de nouveau à la compétition cannoise en 2014 grâce à Mr. Turner, fresque biographique consacrée au peintre J.M.W. Turner pour laquelle Timothy Spall, qui incarne le rôle-titre, reçoit le Prix d'interprétation masculine.
Entre humour et gravité, le cinéma de Mike Leigh s'attache à mettre en scène les drames intimes de personnes ordinaires, généralement issues de milieux sociaux défavorisés ou de la classe moyenne inférieure,. De fait, le cinéaste s'ancre dans la tradition britannique du Free cinema dans la manière d'explorer le quotidien sans fard de la classe ouvrière ou de gens simples, gardant avec eux une distance certaine en dépit des situations très dures qu'ils traversent. Avec son compatriote Ken Loach et les frères Dardenne, il est considéré comme celui qui a renouvelé, sur le plan thématique, narratif et esthétique, le cinéma social européen dans les années 1990.
Sa méthode de travail s'axe sur l'improvisation. Refusant d'écrire une liste de dialogues précis, il attend surtout que les comédiens participent au scénario et utilisent leurs propres mots à partir d'une recherche sur le terrain et d'un engagement total dans des situations dessinées par un synopsis réduit au strict minimum. Par touches successives, la répétition et l'investissement des acteurs vont approfondir les personnages et le scénario.
Mike Leigh fut juré au 50e Festival de Cannes et président du jury de la Berlinale 2012.
Lors du 30e Festival du film britannique de Dinard 2019, fin septembre 2019, il y reçoit un hommage (Hitchcock d'honneur), sous la présidence de Sandrine Bonnaire, en racontant sur scène comment il croisa seul Alfred Hitchcock dans un ascenseur, et s'entretint succinctement avec lui, vers 1964, pour l'unique fois de leurs vies respectives.

## Filmographie

### En tant que réalisateur

#### Longs métrages
- 1971 : Bleak Moments
- 1988 : High Hopes
- 1990 : Life Is Sweet
- 1993 : Naked
- 1996 : Secrets et Mensonges (Secrets and Lies)
- 1997 : Deux Filles d'aujourd'hui (Career Girls)
- 1999 : Topsy-Turvy
- 2002 : All or Nothing
- 2004 : Vera Drake
- 2008 : Be Happy (Happy-Go-Lucky)
- 2010 : Another Year
- 2014 : Mr. Turner
- 2018 : Peterloo
- 2024 : Deux sœurs (Hard Truths)

#### Courts métrages
- 1975 : Five minutes Films
- 1975 : The Permissive Society
- 1976 : Knock for Knock
- 1987 : The Short and Curlies
- 1992 : A Sense of History

#### Téléfilms
- 1973 : Hard Labour
- 1976 : Nuts in May
- 1977 : The Kiss of Death
- 1977 : Abigail's Party
- 1979 : Whos's Who
- 1980 : Grown-Ups
- 1982 : Home Sweet Home
- 1983 : Meantime
- 1985 : Four Days in July

### En tant qu’acteur
- 1998 : Welcome to Hollywood d'Adam Rifkin et Tony Markes : lui-même

## Distinctions

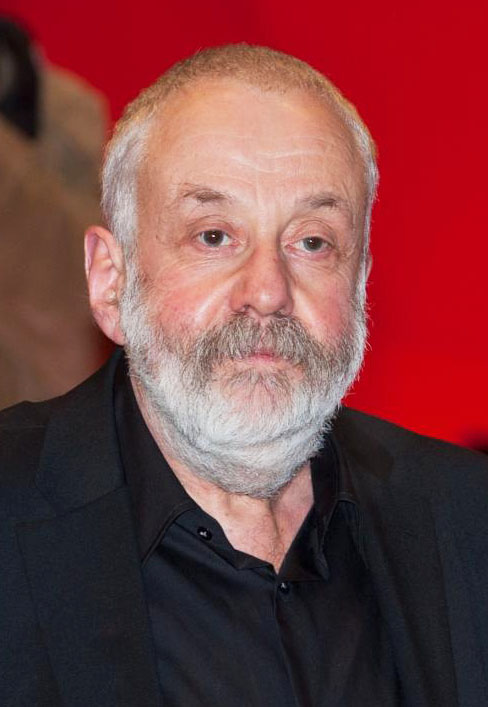
Mike Leigh, président du jury de la Berlinale 2012.

### Récompenses
- Festival de Locarno 1972 : Léopard d'or pour Bleak Moments
- Mostra de Venise 1988 : Prix FIPRESCI pour High Hopes
- Festival de Cannes 1993 : Prix de la mise en scène pour Naked
- Festival de Cannes 1996 : Palme d'or pour Secrets et Mensonges
- BAFTA 1997 : meilleur film britannique et meilleur scénario original pour Secrets et Mensonges
- Mostra de Venise 2004 : Lion d'or pour Vera Drake
- British Independent Film Awards 2004 : meilleur film et du meilleur réalisateur pour Vera Drake
- BAFTA 2005 : meilleur réalisateur pour Vera Drake
- Festival de Cannes 2010 : Mention spéciale du Jury œcuménique  pour Another Year

### Nominations
- Oscars du cinéma :
  - Meilleur réalisateur et Meilleur scénario original en 1997 pour Secrets et Mensonges
  - Meilleur scénario original en 2000 pour Topsy-Turvy
  - Meilleur réalisateur et Meilleur scénario original en 2005 pour Vera Drake
  - Meilleur scénario original en 2009 pour Be Happy
  - Meilleur scénario original en 2011 pour Another Year

- BAFTA Award :
  - Meilleur film et Meilleur réalisateur en 1997 pour Secrets et Mensonges
  - Meilleur film et Meilleur scénario original en 2005 pour Vera Drake

- César :
  - Meilleur film étranger en 1997 pour Secrets et Mensonges

### Sélections
- Festival de Cannes :
  - Sélection officielle, en compétition, pour Naked en 1993
  - Sélection officielle, en compétition, pour Secrets et Mensonges en 1996
  - Sélection officielle, en compétition, pour All or Nothing en 2002
  - Sélection officielle, en compétition, pour Another Year en 2010
  - Sélection officielle, en compétition, pour Mr. Turner en 2014
- Mostra de Venise :
  - Sélection officielle, en compétition, pour Topsy-Turvy en 1999
  - Sélection officielle, en compétition, pour Vera Drake en 2004
  - Sélection officielle, en compétition pour Peterloo en 2018
- Berlinale :
  - Sélection officielle, en compétition, pour Be Happy en 2008

## Théâtre (écriture et mise en scène)
- Bleak Moments (1970)
- A Rancid Pong (1972)
- Wholesome Glory (1973)
- The Jaws of Death (1973)
- Dick Whittington and his Cat (1973)
- The Silent Majority (1974)
- Babies Grow Old (1974)
- Abigail's Party (1977)
- Ecstasy (1979)
- Goose Pimples (1981)
- Smelling a Rat (1988)
- Greek Tragedy (1989)
- Greek Tragedy (1990)
- It's a Great Big Shame (1993)
- Abigail's Party (2002)

## Radio
- Too Much of a Good Thing (1979, diffusé en 2002 sur BBC 3).

## Engagements
En octobre 2010, pour protester contre la politique israélienne, il décline l'offre de rendre visite fin novembre 2010 à l’école de Cinéma et Télévision Sam Spiegel de Jérusalem, la plus ancienne du pays. Il répond au directeur « Si vous et moi vivons assez longtemps pour voir la paix, une situation juste pour les Palestiniens, et si Gaza retrouve son humanité, je serai le premier à rendre visite à l’école. ».